# Li Chi-an
Li Chi-an (7 de julho de 1945) é um ex-futebolista norte-coreano, que atuava como atacante.

## Carreora
Li Chi-an fez parte do histórico elenco da Seleção Norte-Coreana de Futebol, na Copa do Mundo de 1966.